# أسامة السويدي
أسامة السويدي (بالفرنسية: Oussama Souaidy)‏ (من مواليد 25 أغسطس 1981) لاعب كرة قدم مغربي متقاعد. لعب بشكل أساسي كلاعب خط وسط دفاعي.شارك مع منتخب بلاده في الألعاب الأولمبية 2004.